# Ємуртлінський
Ємуртлі́нський (рос. Емуртлинский) — селище у складі Упоровського району Тюменської області, Росія.
Населення — 701 особа (2010, 818 у 2002).
Національний склад станом на 2002 рік:
- росіяни — 84 %